# کیکویت
کیکویت (Kikwit) بزرگ‌ترین شهر استان کویلواست که در حاشیهٔ رودخانه کویلو در جنوب غربی جمهوری دموکراتیک کنگو واقع شده‌است. کیکویت در آن منطقه با نام مستعار «مادر» نیز شناخته می‌شود. جمعیت این شهر تقریباً ۴۵۸۰۰۰ نفر (۲۰۱۷) است. کیکویت با یک جادهٔ جدید و همچنین از طریق حمل و نقل رودخانه‌ای به پایتخت کنگو، کینشاسا متصل می‌شود.

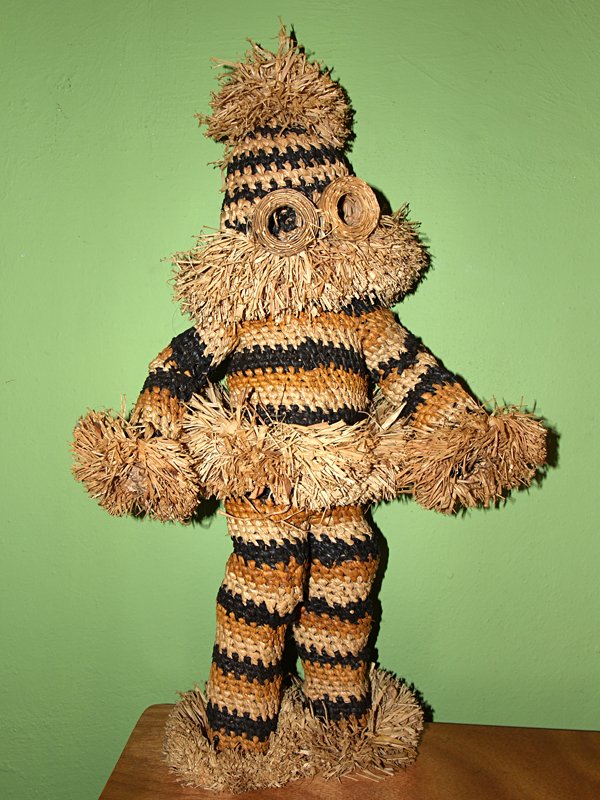
یک رقصنده مونگانجی در مراسم رقص پنده با لباسی که به‌طور کامل از نخ رافیا بافته شده‌است.

در سال ۱۹۹۵، این شهر شاهد یک شیوع جدی بیماری ویروسی ابولا بود.